# Казадаєвка
Казада́євка (рос. Казадаевка, башк. Казадаевка) — присілок у складі Стерлітамацького району Башкортостану, Росія. Входить до складу Казадаєвської сільської ради.
Населення — 51 особа (2010; 41 в 2002).
Національний склад:
- росіяни — 71%